# 井上丘隅
井上丘隅（いのうえ おかずみ、文化12年（1815年） - 慶応4年8月23日（1868年10月8日））は江戸時代末期（幕末期）の武士。会津藩士。

## 生涯
1815年、会津若松甲賀町郭門南で生まれる。井上家は家禄600石。会津藩家中において600石以上の家は34家のみで、井上は大組物頭を務め、班席は最高格の御式内御納戸紐を許されていた。1862年、会津藩主松平容保が京都守護職に任命され京に上洛した際に随行し、藩主と共に守護職邸に詰める。
1868年鳥羽・伏見の戦いに参加するが、敗退して会津に戻る。会津戦争時は幼少組頭になる。白河口の戦いで負傷し、10月8日には滝沢口に出陣するが敗走。甲賀町郭門を死守しようとするが、被弾により負傷して戦闘不能になり、やむなく五ノ丁角の自宅へ行き、家族（妻・長女）および臼木氏長女と共に自刃した。墓所は福島県会津若松市七日町阿弥陀寺「戦士墓」。
なお、次女・雪子は会津藩士の神保修理に嫁いでおり、丘隅自刃の際に井上家に来合わせていたが、丘隅に説得されて嫁ぎ先の神保家に戻った。のちに娘子隊の戦闘に参加して自刃したとも、大垣藩兵に捕らえられたが自害したとも伝えられる。

## 井上丘隅を主人公とした作品
- 『白虎隊』（1986年、日本テレビ、演：森繁久彌）